# 五十嵐浚明
五十嵐 浚明（いからし しゅんめい、元禄13年（1700年） - 天明元年8月10日（1781年9月27日））は江戸時代中期の新潟の絵師、漢詩人。本姓は藤原、修姓は呉。諱は安信、後に浚明。字は方篤、後に方徳。号は思明、孤峰、穆翁、竹軒。江戸で狩野良信栄信に狩野派、京都で竹内式部に経学を学び、宇野明霞・片山北海・池大雅等と親交した。

## 生涯

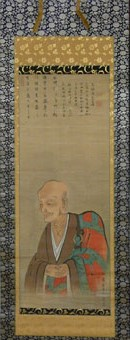
笑山全悦像

元禄13年（1700年）越後国新潟に佐野義直の子として生まれた。幼くして両親を失い、五十嵐五郎兵衛に養育され、佐野家の存続を助けられた。後にその恩義に報いるため、自ら五十嵐姓を名乗った。4歳の時から絵を好み、家業の農業に従事しながら、僧可存に手解きを受けた。
享保15年（1730年）頃江戸に出て、根岸御行松家狩野良信栄信に師事したが、満足できず帰郷した。また、江戸では室鳩巣に学問を学び、後に自ら多くの生徒を教えたという。
次いで京都に出て、同郷竹内式部に経学を学び、宇野明霞等と親交し、同郷片山北海を明霞に入門させた。梁楷の「八仙人図」、李公麟の横軸、張平山の人物画、狩野雅楽亮の「朱梅図」等を手本に狩野派・土佐派・南宋画・北宋画・大和絵等諸派の技法を吸収した。
在京中法橋に叙され、延享元年（1744年）法眼に進み、同年帰郷した。帰郷の際、式部から「送五十嵐浚明君還越後」、明霞から「送法橋嵐君帰還越後」、池大雅から「渭城柳色図」（敦井美術館所蔵）、近衛家から呉絹、徳大寺家から紋綸子を贈られた。
帰郷後、自宅に楼閣を建て、画業専念を決意して篭ったものの、数十日後類焼し、再建されるまで蔵で生活した。村民の窮状を聞くと始めて門を出て、役人に蔵米を開放させたという。宝暦7年（1757年）4月信濃川・阿賀野川の決壊等により飢饉が発生すると、家財を売却して被災者に衣食を供与した。
宝暦9年（1759年）芝山重豊に呉姓を賜ったが、明和6年（1769年）五十嵐姓に復した。宝暦12年（1762年）7月京都で知り合った高砂豪商三浦迂斎の訪問を受け、『逆旅勧盃一大冊子』を贈呈した。
帰郷後もしばしば上方に上り、明和2年（1765年）大坂で明霞門下大典顕常に詩を贈られ、安永2年（1773年）には京都で北海同人服部永錫の『縮地玅詮帖』に「寿老人図」を寄せている。安永6年（1777年）上京して後桃園天皇に松鶴・寿老人等の絵三幅を献上し、歌所山科中納言を通じて油小路隆前・冷泉為泰・中院通古・藤谷為敦・甘露寺篤長による五色の和歌を賜り、長岡藩からも白銀五枚を賜った。
70代以降、三晩続けて夢に富士山を見たことに因み、孤峰と号した。
天明元年（1781年）3月白山神社、両親の墓に詣でて死期を告げ、親戚に別れの挨拶を述べた。7月食欲が減退するも、薬を飲まず、8月10日死去し、15日善導寺に葬られた。法名は孤峰院俊明義大居士。

## 代表作
| 作品                       | 技法         | 形状・員数           | 寸法 (縦x横cm)           | 所蔵                                     | 年代                                  | 備考 |
| -------------------------- | ------------ | -------------------- | ------------------------ | ---------------------------------------- | ------------------------------------- | --- |
| 三十六歌仙図               | 絹本着色     | 絹本十六枚、扁額一面 | 各図18.2x16、扁額139x222 | 新潟大神宮                               |                                       | 元は桐箱入画帳。1902年（明治35年）3月古町通七番町紙商藤井忠太郎奉納。1974年（昭和49年）11月3日新潟市文化財指定第1号。                               |
| 大黒天図                   | 紙本墨画     | 一幅                 | 71.0x26.2                | 新潟市歴史博物館                         | 40歳頃                                | 竹内式部賛。鈴木長蔵、栗林徳一旧蔵。新潟市文化財指定第1号。                                                                                         |
| 笑山全悦像                 |              | 一幅（全十九幅）     | 97x38                    | 宗賢寺                                   | 元文4年（1739年）賛                   | 同寺開山笑山全悦頂相。百回忌に際し黙子素淵賛。1979年（昭和54年）2月9日横越村文化財指定第4号。（新潟市指定文化財）                                   |
| 梅花丹頂鶴図／柳牡丹白鷺図 | 紙本着色     | 六曲一双             | 各159.0x348.0            | 正福寺                                   | 安永元年（1772年）                    | 本町通七番町紙問屋檀家旧蔵。 |
| 宇治川先陣図               | 絹本着彩     | 双幅                 | 各37.0x99.2              | 敦井美術館                               | 明和8年（1771年）                     | [ 35 ] |
| 屋島合戦図                 | 絹本着色     |                      | 58.8x91.4                | 新潟放送所有、新潟市美術館寄託           | 安永元年（1772年）                    | 源義経・弁慶、那須与一の扇の的、藤原景清の錣引等を描く。                                                                                            |
| 中国武将図屏風             | 紙本著色     | 六曲一双             | 各159.2x336.0            | 新潟県立近代美術館・新潟県立万代島美術館 |                                       | [ 38 ] [ 39 ] |
| 画稿 孔明図／画稿 張飛図   |              | 二枚                 |                          | 新潟市歴史博物館                         | 明和2年（1765年）                     | 松前藩依頼作の下絵。 |
| 洗馬図                     |              | 絵馬                 |                          | 高砂神社                                 | 60代末                                | 明和7年（1770年）廻船問屋菅野五郎兵衛善郷奉納。 |
| 群鶴図屏風                 |              | 六曲一双             |                          | 新潟市歴史博物館                         |                                       | [ 41 ] |
| 商山四皓図／虎渓三笑図     |              | 双幅                 | 各114.0x66.0             | 十輪寺                                   | 60代                                  | 安政6年（1859年）寄付。 |
| 山水図巻                   | 紙本墨画     | 巻子一巻             | 15.5x534.2               | 早稲田大学會津八一記念博物館             | 宝暦7年（1757年）題詩                 | 1948年（昭和23年）會津八一が新潟市内で購入。 |
| 龍虎図屏風                 | 紙本墨画     | 八曲一双             | 各隻420.0x158.5          | 彌彦神社                                 | 明和5年（1768年）                     | [ 36 ] [ 44 ] |
| 高士観瀑図屏風             | 紙本墨画淡彩 | 六曲一双             | 各隻142.5x335.0          | 個人                                     | 明和7年（1770年）                     | [ 36 ] [ 44 ] |
| 竹林賢人図                 | 絹本墨画淡彩 |                      | 50.5x111.0               | 中野邸記念館                             | 明和5年（1768年）                     | [ 36 ] |
| 西王母図                   | 絹本着色     | 一幅                 | 113.3x36.2               | 個人                                     | 安永6年（1777年）                     | [ 45 ] |
| 文王田渭陽図               | 絹本墨画淡彩 | 一幅                 | 64.0x129.0               | 個人                                     | 明和7年（1770年）                     | 文王が渭水で釣りをする呂尚に会いに行く場面を描く。1931年（昭和6年）11月17日新潟超願寺で行われた中蒲原郡高橋家・西蒲原郡山田家両家所蔵品入札に出品。 |
| 松竹梅鶴図屏風             | 紙本着色     | 六曲一双             | 各151.1x319.0            | 室生寺                                   | 前半期                                | [ 47 ] |
| 富士・橋立・松島図         | 絹本淡彩     | 三幅                 | 各102.0x34.0             | 個人                                     | 宝暦5年（1755年）賛                   | 広橋兼胤・久我通兄・柳原光綱賛。 |
| 天神湧現図                 | 絹本着色     | 一幅                 | 110.0x44.0               | 個人                                     | 延享2年（1745年）2月賛                | 南禅寺294世魯山玄璠賛。束帯姿の菅原道真を描く。 |
| 押絵貼人物山水鳥獣屏風     |              | 六曲一双             |                          | 新潟市歴史博物館                         | 明和4年（1767年） - 明和5年（1768年） | 新潟町個人旧蔵。 |
| 押絵貼山水図屏風           |              | 六曲一双             |                          | 新潟市歴史博物館                         | 60代前半                              | 沼垂町個人旧蔵。 |
| 梅／旭日鶴／松             |              | 三幅                 |                          | 宮崎県立図書館杉田文庫                   |                                       | [ 51 ] |
| 老子                       | 絹本着色     | 一幅                 | 43.8x33.5                | 大英博物館                               |                                       | アーサー・モリスン、ウィリアム・グウィン・エヴァンス旧蔵。1913年寄贈。                                                                              |
| 岳陽楼                     | 紙本墨画淡彩 |                      | 35.8x62.5                | ホノルル美術館                           |                                       | 池大雅賛。1970年購入。 |
| Pale landscape             | 紙本墨画     | 六曲一双             | 各174.0x346.0            | オーストラリア国立美術館                 | 安永3年（1774年）                     | 2014年購入。 |

## 詩集

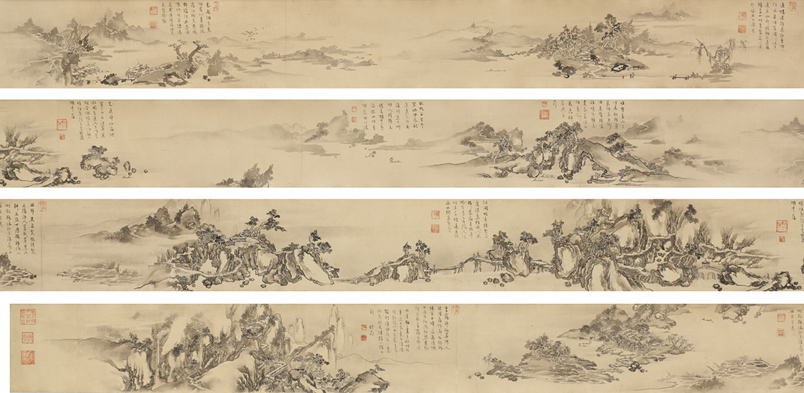
山水図巻

- 『五十嵐浚明詩稿』 - 新潟県立図書館五峰文庫所蔵。
  - 「庚辰・辛巳・壬午艸稿」
  - 「辛未詩稿」
  - 「丁丑検子、戊寅検子」
  - 「嵐信川詩草」

## 人物

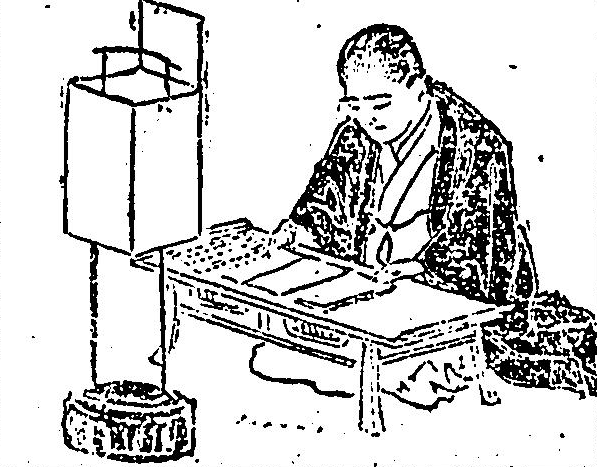
『北越孝子伝』「五十嵐浚明母の為めに血をもて普門品を写したる事」

孝行心が篤く、京都から帰郷した時、母が病気に罹ったため、毎晩左指の血で観世音菩薩普門品1部を写経し、7部目で快復したという。父母の死後は、毎朝その生前座っていた場所を拝み、決して踏むことがなかった。
3人の子供にも絵を学ばせ、「絵は小道ではあるが、世間の教化に役立つものである。筆を取ったら、必ず賢哲の偉業を描き、決して軽々しい題材を扱って人を貶しめてはならない。」と戒めた。
日頃菅原道真を信仰し、ある夜夢に道真に十字の金泥書を与えられ、画業の成業を悟ったという。
酒を好まず、ある人に「酒は愁いを払う箒だ。」と勧められると、「私は幸い太平の世に生まれ、六経の教えに浴し、漢詩・書道・絵画に興じ、楽しみは余りある。愁いを感じたことはないので、箒を用いる必要はない。」と答えたという。
死ぬ2日前、医師三浦東里が訪れ、「先生は名を遠近に広め、歳は80を越え、墓を託す子孫もいる。こんな人生なら心残りはないのではないか。」と尋ねられ、「その通りだ。私は国法に触れず、孝行を全うし、楽しむことを楽しみ、貧しさを忘れることができた。すべて両親のおかげである。」と答えたという。
漢詩は五言詩を得意とした。遊印「玩天地于掌握之中」は『淮南子』精神訓に拠る。

## 門弟
- 広島維明[60]
- 三浦安庸（三浦迂斎末子）[61]
- 森蘭斎[7]
- 芳明[40]
- 加賀千代女[7]

## 記念碑
- 「呉浚明碑」 – 寛政12年（1800年）9月柴野栗山撰、巻菱湖書。1889年（明治22年）孫佐野北汀等が新崎日長堂に建立[62]。
- 「書呉浚明碑陰」 - 1889年（明治22年）11月蒲生重章撰、巌谷修書[63]。日長堂に堂主古山文静が建立[64]。
- 「孤峰五十嵐先生墓誌銘」 – 天明2年（1782年）3月片山北海撰、文政13年（1830年）10月永根伍石書[14]。子孫等が善導寺に建立[65]。
- 「五十嵐浚明之墓」 - 1913年（大正2年）追善会が善導寺に建立[66]。

## 家族
- 父：佐野義直 - 商人[2]。岩船郡五十嵐久右衛門三男。幼名は久太[9]。
- 妻：伊藤氏[67]
- 長男：五十嵐顧行（伯謹、子謹）
- 次男：五十嵐片原（元誠）
  - 孫：五十嵐竹沙（主膳）
  - 孫：五十嵐主爕（泰庵）
- 三男：佐野元敬
  - 孫：佐野北汀（其正）
  - 孫：佐野榕堂（其遠）
- 娘 - 同郷岩田家に嫁いだ[67]。
  - 孫：岩田与三右衛門志遠[68]
  - 孫：千代[68]
  - 孫：岩田洲尾（恕卿）